# Valeriano Falsini
Valeriano Falsini (Reggello, 4 novembre 1928 – Matassino, 13 aprile 2021) è stato un ciclista su strada italiano, professionista all'inizio degli anni 1950.

## Carriera
Soprannominato "il Pentolaio",  appellativo ereditato dalla professione del padre, Falsini si era fatto notare in numerose corse dilettantistiche, cogliendo diciannove vittorie, undici delle quali solo nel 1949. Gino Bartali si era complimentato con lui durante un allenamento e nel 1950 Costante Girardengo lo ingaggiò nel suo team facendolo passare al professionismo. Sempre nel 1950, durante un allenamento nella riviera ligure per la Milano-Sanremo Falsini conobbe Fausto Coppi.
Gregario del campione belga Rik Van Steenbergen, durante il Giro di Toscana del 1950 Falsini arrivò stremato al traguardo, dopo aver corso sotto acquazzoni continui: proprio da quella gara cominciò a soffrire di una forte artrosi alla schiena che penalizzerà fortemente la carriera del giovane ciclista valdarnese. Durante il Giro di Lombardia Falsini e Alfredo Martini furono vittime di una brutta caduta, causata dall'attraversamento della strada da parte di un cane, e fu costretto al ritiro. Fausto Coppi gli propose comunque il passaggio alla sua squadra, la Bianchi. Prese parte alla Milano-San Remo, una delle più importanti classiche europee, che riuscì a concludere seppure classificandosi nelle ultime posizioni. Tuttavia, a causa dell'artrosi Falsini non venne selezionato per il Giro d'Italia. Partecipò invece al Giro del Piemonte, che si concluse con l'incidente in cui perse la vita Serse Coppi, fratello di Fausto.
La Bianchi, a causa delle sue precarie condizioni fisiche, non gli riconfermò il contratto per il 1952 e la carriera da professionista di Valeriano Falsini giunse al termine. Vano risultò anche l'aiuto dell'amico Gianfranco Fineschi, ortopedico valdarnese di fama mondiale. Mantenne però i rapporti di amicizia con Fausto Coppi che regalò a Falsini la bicicletta con cui vinse il Tour de France 1952.

## Piazzamenti

### Classiche monumento
- Milano-Sanremo

1951: 124º
- Giro di Lombardia

1950: ritirato

## Dopo il ritiro
Unico gregario toscano di Fausto Coppi, ebbe un legame molto forte di amicizia con Fausto Coppi, che non si interruppe nemmeno dopo la morte del Campionissimo: ogni anno il 2 gennaio, infatti, "il Pentolaio" (come era soprannominato) era solito salire con la sua storica bicicletta a Castellania per rendere omaggio a Coppi.

## Nei media
Nel 2013 è stato realizzato il film Mi chiamava Valerio, con la regia di Patrizio Bonciani e Igor Biddau, che riprende la storia di Falsini. Il film è stato presentato in occasione dei Campionati del mondo di ciclismo su strada 2013, svoltisi a Firenze. ed è uscito al cinema il 24 gennaio 2014.